# Jan van Hoogstraten

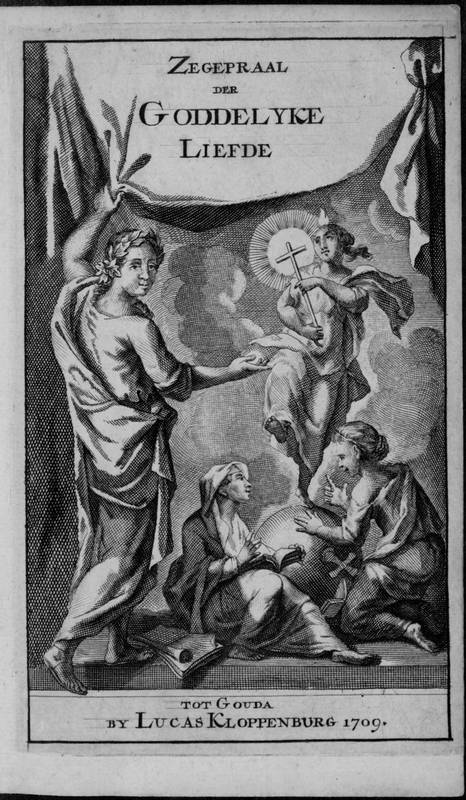
Titelpagina van "Zegepraal der goddelyke liefde" door Jan van Hoogstraten

Jan van Hoogstraten (Rotterdam, 26 januari 1662 - aldaar, 28 juli 1736) was een Nederlandse dichter en schrijver.
Van Hoogstraten, zoon van de uitgever, vertaler en dichter François van Hoogstraten en Hester de Koning, was aanvankelijk boekverkoper in Dordrecht. Rond 1697 vestigde hij zich in Gouda. Hij verdiende - naast zijn inkomen uit het schrijverschap - zijn brood als belastingambtenaar ("commies ter recherche"). In Gouda genoot hij bescherming van de voornaamste regentenfamilies. Zo was hij bevriend met de burgemeesters Govert Cincq en Arent van der Burgh. Hij verbleef dikwijls in het buitenverblijf Burghvliet van Van der Burgh, een trefpunt voor veel regenten en welgestelde burgers uit Gouda en omstreken. In zijn dichtwerk worden de bevriende Goudse patriciërs dan ook regelmatig genoemd en geprezen. Na een meningsverschil met de Goudse regenten verliet hij in 1718 deze stad. Hij werd overgeplaatst naar Tiel.
Van Hoogstraten was een neef van de schilder Samuel van Hoogstraten en een broer van de dichter, arts en taalkundige David van Hoogstraten. Hij trouwde in 1683 met Geertruij(d) van der Haegen (1658-1719) en zij zijn de ouders van François van Hoogstraten (1689-1760), onder andere burgemeester van Oudewater. Hij overleed op 28 juli 1736 in Rotterdam en werd op 1 augustus 1736 begraven in de Franse kerk aldaar.

## Gedicht van Jan van Hoogstraten
Verschove deugd, die in haar Liefde, en lof verdrinkt,
En 't heylig Pinxtervuur ziet op haar voorhooft blaken:
Wenst, om haar byzyn al het aardse te verzaken,
Daar zy in 't Hemels Koor op Davids toonen zingt.
Dus hoog verheven, om de werrelt voor te ligten,
Wil zy geen zang als die vermaken kan, en stigten.
(Uit: Zegepraal der Goddelijke liefde - "Op de Tytelprent")